# Hope (Arkansas)
Hope ist eine Stadt im Hempstead County im US-amerikanischen Bundesstaat Arkansas. Sie ist Sitz der County-Verwaltung. Das U.S. Census Bureau hat bei der Volkszählung 2020 eine Einwohnerzahl von 8.952 ermittelt.
Das Stadtgebiet hat eine Größe von 25,9 km². Die 1875 gegründete Stadt verdankt ihre Existenz dem Bau einer regionalen Eisenbahnlinie und wurde nach der Tochter eines Eisenbahnfunktionärs benannt. Bekannt ist die Stadt zum einen als Heimat des früheren Präsidenten Bill Clinton, zum anderen als Anbaugebiet für Wassermelonen, die auch als Symbol für die Stadt dienen.
Hope ist Teil der sozioökonomischen Region Ark-La-Tex, die Teile der Bundesstaaten Arkansas, Louisiana, Oklahoma und Texas umfasst. Die Stadt Liegt an der Interstate 30 von Fort Worth nach Little Rock.

## Sehenswürdigkeiten
- Clinton Center und Hope Visitor Center und Museum
- Southwest Proving Ground Museum
- President William Jefferson Clinton Birthplace Home

## Söhne und Töchter der Stadt
- Joseph Barton Elam (1821–1885), Politiker, Mitglied im US-Repräsentantenhaus
- Vince Foster (1945–1993), Anwalt, stellvertretender Rechtsberater des Weißen Hauses
- Bill Clinton (* 1946), 42. Präsident der Vereinigten Staaten
- Gregory Davis (* 1982), Basketballspieler
- Melinda Dillon (1939–2023), Schauspielerin
- Mike Huckabee (* 1955), Gouverneur von Arkansas
- Buddy Jones (1924–2000), Jazzmusiker
- Mack McLarty (* 1946), Politiker und Geschäftsmann, Stabschef des Weißen Hauses
- Sarah Huckabee Sanders (* 1982), Pressesprecherin des Weißen Hauses, Gouverneurin von Arkansas